# Präfekt (Kirchenmusik)
Präfekt oder Praefectus chori ist die Bezeichnung für ein kirchenmusikalisches Amt. Der Präfekt ist dem Kantor oder Succentor unterstellt und vertritt diese bei Proben und Aufführungen. In Schulchören werden die Präfekten unter den älteren Schülern ausgewählt. Beim Thomanerchor in Leipzig gab es zur Zeit Bachs bis zu vier Präfekten. Deren Aufgabe war es, an Sonntagen die Choraufführungen in den Nebenkirchen zu dirigieren und bei den Frühgottesdiensten in der Woche den Chorgesang der Wochenkantoreien vom Cembalo aus zu leiten.
Das Amt des Präfekten existiert noch heute beim Leipziger Thomanerchor und beim Dresdner Kreuzchor.